# Misérieux
Misérieux település Franciaországban, Ain megyében. Lakosainak száma 2010 fő (2022. január 1.). Misérieux Ars-sur-Formans, Frans, Reyrieux, Sainte-Euphémie és Toussieux községekkel határos.

## Népesség
A település népességének változása:
| Lakosok száma | 575  | 868  | 1224 | 1694 | 1842 | 1908 | 1941 | 1974 | 1979 | 2010 |
|               | 1968 | 1982 | 1990 | 2006 | 2013 | 2015 | 2017 | 2019 | 2020 | 2022 |